# Roper Technologies
Pour les articles homonymes, voir Roper (homonymie).

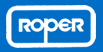

Roper Technologies, anciennement Roper Industries, est une entreprise spécialisée dans les logiciels industriels basée à Sarasota en Floride.

## Histoire
En décembre 2016, Ropper Industries annonce l'acquisition de Deltek, une entreprise de logiciel destiné aux entreprises, pour 2,8 milliards de dollars.
En mai 2018, Roper Technologies annonce l'acquisition PowerPlan, une entreprise de logiciel comptable, pour 1,1 milliard de dollars.
En août 2020, Roper Technologies annonce lancer une offre d'acquisition sur Vertafore, une entreprise spécialisée dans les logiciels d'assurance, pour 5,5 milliards de dollars.
En août 2024, Roper Technologies annonce l'acquisition de Transact Campus, spécialisée dans les logiciels autour de l'enseignement, pour 1,5 milliard de dollars.